# Алар Тоомре
Алар Тоомре (англ. і ест. Alar Toomre; 5 лютого 1937, Раквере, Естонія) — американський астрофізик і математик естонського походження. Професор прикладної математики в Массачуссетському технологічному інституті. Дослідження Тоомре належать головним чином до галузі «динаміки галактик».

## Життєпис
1944 року родина Тоомре була змушена переїхати в Німеччину, де їх застало закінчення Другої світової війни. У 1949 році вони емігрували в США. 1957 року Тоомре здобув ступінь бакалавра в Массачуссетському технологічному інституті, після чого навчався як стипендіат Маршалла в Манчестерському університеті, де здобув ступінь кандидата наук з гідромеханіки.
Після цього Тоомре повернувся в Массачусетський технологічний інститут і впродовж двох років викладав там. Після року в Інституті перспективних досліджень знову повернувся в МТІ, де згодом і залишився. У 1965 році Тоомре став доцентом математики в Массачусетському технологічному інституті, а вже в 1970 році — професором.

## Наукова діяльність
1964 року Тоомре ввів критерій місцевої гравітаційної стійкості для диференційно обертових дисків. Для вимірювання критерію стабільності Тоомре зазвичай застосовують параметр Q. Цей параметр Q відповідає за відносну інтенсивність вихору і дисперсію внутрішньої швидкості (чим вищі показники — тим стабільніша система) відносно поверхневої густини галактичного диска (чим вищі показники — тим менш стабільна система). Цей параметр розроблений таким чином, що при Q<1 система нестабільна.
Спільно з науковцем Пітером Голдрайхом Тоомре в 1969 році досліджував феномен руху полюсів.
У 1970-х роках Тоомре разом зі своїм братом Йурі, астрофізиком і спеціалістом з фізики Сонця, провів перші комп'ютерні симуляції злиття галактик. Попри низку труднощів при проведенні дослідів, під час яких імітувалося зіткнення галактик, брати Тоомре змогли виявити так звані припливні хвости, подібні до тих, що спостерігалися у об'єктів NGC 4038 і NGC 4676. Йурі і Алар Тоомре спробували відтворити процеси, що протікали при утворенні обох об'єктів (злиття двох галактик) під час своїх симуляцій, і саме результати прогонів з NGC 4038 дали найбільш задовільні результати. У 1977 році Тоомре припустив, що еліптичні галактики є наслідком злиття спіральних галактик. Своє припущення він підкріпив, застосувавши закон Габбла.
Виходячи з результатів своїх досліджень брати Тоомре розробили так звану «ієрархічну» модель, яка потім дістала назву Послідовність Тоомре. Відповідно до цієї моделі, спочатку стикаються дві спіральні галактики, після чого в процесі їх злиття утворюються велика еліптична галактика.

## Нагороди та почесті
1993 року Алар Тоомре був удостоєний Премії Дірка Брауера «за видатний внесок в галузі динамічної астрономії».
У 1984 році Тоомре був удостоєний стипендії Макартура, спеціального гранту в розмірі 230000 американських доларів.